# Peder Nielsen (politiker, 1804-1893)
 For alternative betydninger, se Peder Nielsen. (Se også artikler, som begynder med Peder Nielsen)
Peder Nielsen (født 2. februar 1804 i Hemmerslev i Særslev Sogn syd for Bogense, død 20. juni 1893 i Søndersø) var en dansk gårdfæster og politiker.
P. Nielsen var søn af gårdfæster Niels Hansen og var selv gårdfæster i Ørritslev i Søndersø Sogn fra 1833 til 1883. P. Nielsen var medlem af sogneforstanderskabet i sognet fra 1842 til 1861 og tilsyneførende med skolen (skolepatron). Han var med til at oprette Ørritslev Friskole og Særslev Højskole.
Han var medlem af Folketinget valgt i Odense Amts 5. valgkreds (Bogensekredsen) fra 4. august 1852 til 27. maj 1853. Han blev valgt til Folketinget ved valget i 1852 og blev genvalgt ved valget i februar 1853, men tabte valget maj 1853 og stillede ikke op igen.